# Dundee United Football Club 2023-2024
Questa voce raccoglie le informazioni riguardanti il Dundee United Football Club nelle competizioni ufficiali della stagione 2023-2024.

## Stagione
- In Scottish Championship il Dundee United si classifica al 1º posto (75 punti), davanti ai Raith Rovers, vince per la quarta volta il torneo ed è promosso in Premiership.
- In Scottish Cup viene eliminato ai quarti di finale dal Falkirk (2-4).
- In Scottish League Cup viene inserito nel gruppo B con Partick Thistle, Falkirk, Spartans e Peterhead, classificandosi al terzo posto con 6 punti.

## Maglie e sponsor
Il fornitore tecnico per la stagione 2023-2024 è Erreà, mentre lo sponsor ufficiale è Bartercard.
| Casa | Trasferta |

## Rosa
| N. |                             | Ruolo | Calciatore        |
| -- | --------------------------- | ----- | ----------------- |
| 1  | Inghilterra (bandiera)      | P     | Jack Walton       |
| 4  | Scozia (bandiera)           | D     | Kevin Holt        |
| 5  | Irlanda del Nord (bandiera) | D     | Sam McClelland    |
| 6  | Scozia (bandiera)           | D     | Ross Graham       |
| 7  | Nuova Zelanda (bandiera)    | A     | Alex Greive       |
| 8  | Inghilterra (bandiera)      | D     | Liam Grimshaw     |
| 9  | Inghilterra (bandiera)      | A     | Louis Moult       |
| 10 | Canada (bandiera)           | C     | David Wotherspoon |
| 13 | Scozia (bandiera)           | P     | Jack Newman       |
| 14 | Scozia (bandiera)           | C     | Craig Sibbald     |
| 15 | Scozia (bandiera)           | C     | Glenn Middleton   |
| 17 | Scozia (bandiera)           | C     | Archie Meekison   |

| N. |                      | Ruolo | Calciatore               |
| -- | -------------------- | ----- | ------------------------ |
| 18 | Scozia (bandiera)    | C     | Kai Fotheringham         |
| 20 | Uganda (bandiera)    | D     | Sadat Anaku              |
| 21 | Scozia (bandiera)    | C     | Declan Glass             |
| 23 | Scozia (bandiera)    | C     | Ross Docherty (capitano) |
| 26 | Scozia (bandiera)    | C     | Chris Mochrie            |
| 27 | Scozia (bandiera)    | A     | Rory MacLeod             |
| 28 | Ghana (bandiera)     | C     | Mathew Anim Cudjoe       |
| 30 | Scozia (bandiera)    | C     | Darren Watson            |
| 31 | Scozia (bandiera)    | D     | Declan Gallagher         |
| 32 | Scozia (bandiera)    | A     | Tony Watt                |
| 33 | Scozia (bandiera)    | D     | Scott McMann             |
|    | Australia (bandiera) | P     | Mark Birighitti          |